# Elp
Elp è un piccolo villaggio nella provincia dei Paesi Bassi del Drenthe.
Si trova nella regione geografica del Midden-Drenthe e a circa 15 km a sud di Assen.
La cultura Elp prende il nome del villaggio.
Nel 2001, il villaggio di Elp contava 264 abitanti. L’abitato del paese era di 0,20 km e conteneva 105 residenze. L’area statistica "Elp", che può comprendere anche la campagna circostante, ha una popolazione di circa 410 abitanti.

## Cultura
- Elp ha una società musicale attiva chiamata S. Cecilea, fondata il 6 dicembre 1926.
- A Elp si trova una delle aree all’aperto, dove la Fondazione Buitenkust organizza programmi di workshop.
- L'associazione teatrale De E.L.P.E.R. Revue offre spettacoli teatrali a Drenthe dal 1970.

## Sport
- Elp aveva un’associazione calcistica chiamata Elper Boys.